# Андраде, Дарвин
Дарвин Самир Андраде Мармолехо (исп. Darwin Zamir Andrade Marmolejo; род. 11 февраля 1991, Кибдо, Колумбия) — колумбийский футболист, защитник клуба «Депортиво Кали». В 2015 году сыграл три матча за сборную Колумбии.

## Клубная карьера
Андраде начал карьеру в клубе «Ла Экидад». 4 сентября 2010 года в матче против «Америки» из Кали он дебютировал за команду в Кубке Мустанга. В следующем сезоне Дарвин помог клубу занять второе место в чемпионате. 25 февраля 2012 года в поединке против «Кукута Депортиво» он забил свой первый гол за «Ла Экидад».
17 января 2014 года было объявлено о переходе Андраде в «Мильонариос» на правах аренды до конца года с возможностью выкупа контракта. Однако в конце января футболист отказался от перехода и в одностороннем порядке разорвал свой контракт с «Ла Экидад» ради возможности выступать в Европе. В ноябре 2016 года, после рассмотрения дела в спортивном арбитражном суде, ФИФА наложила на Дарвина четырёхмесячную дисквалификацию за разрыв контракта.
В конце января 2014 года Андраде оказался в бельгийском «Сент-Трюйдене», но из-за судебной тяжбы по разрыву предыдущего контракта не мог быть заявлен. Уже в феврале он отправился в венгерский «Уйпешт», где так же не попал в заявку, но тренировался с командой, готовясь к следующему сезону. Летом 2014 года он наконец получил возможность играть за «Уйпешт» в официальных встречах. 26 июля Дарвин сыграл свой единственный матч в чемпионате Венгрии, против «Халадаша».
8 августа 2014 года Андраде был отдан в аренду в льежский «Стандард» сроком на один год с возможностью последующего выкупа. 21 сентября в матче против «Васланд-Беверен» он дебютировал в Жюпиле лиге. По окончании сезона бельгийский клуб выкупил трансфер Дарвина за 2 млн евро. Личный контракт футболиста был рассчитан на четыре года.
В июле 2017 года Андраде вернулся в Колумбию, заключив трёхлетний контракт с клубом «Депортиво Кали».

## Международная карьера
26 марта 2015 года в товарищеском матче против сборной Бахрейна Андраде дебютировал за сборную Колумбии.
В 2015 году в составе сборной Дарвин принял участие в Кубке Америки в Чили. На турнире он был запасным и на поле не вышел.